# 74
Năm 74 là một năm trong lịch Julius.